# Supraśl (Fluss)
Der  Supraśl ist ein rechter Zufluss des Narew im nordöstlichen Polen.

## Geografie

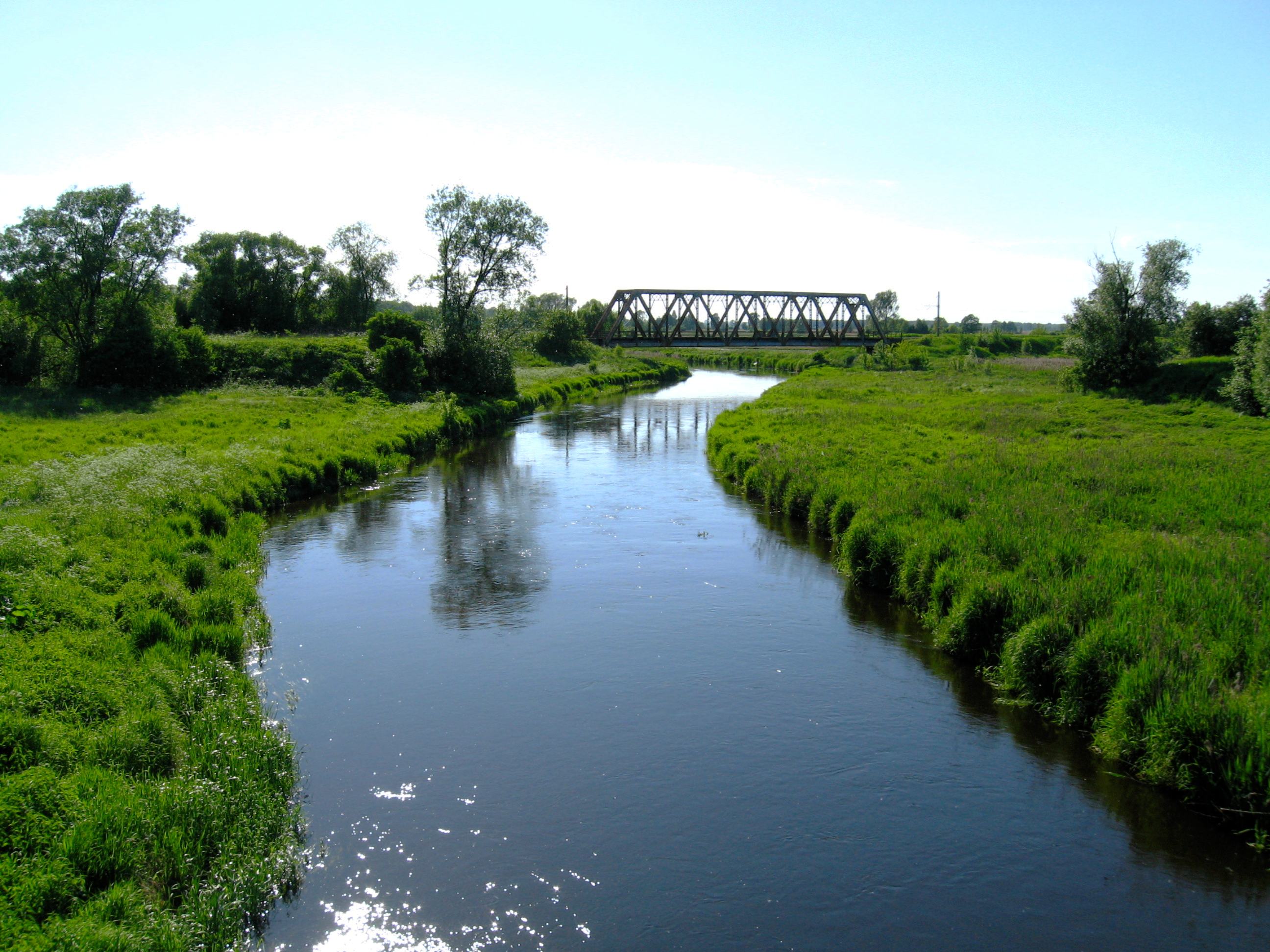
Unterlauf des Supraśl bei Dzikie (nahe Choroszcz)

Der Fluss entspringt in den Sümpfen nordwestlich von Topolany, fließt zunächst nach Osten, dann nach Norden und ab Gródek in überwiegend westlicher Richtung bis zu seiner Mündung in den Narew bei Złotoria nach einem Lauf von rund 93,8 km. Sein Einzugsgebiet wird mit rund 1844,4 km² angegeben. Der Supraśl wird für die Trinkwasserversorgung der unweit südlich gelegenen Stadt Białystok genutzt.